# Heather Ludloff
Heather Ludloff (* 11. Juni 1961) ist eine ehemalige US-amerikanische Tennisspielerin.

## Karriere
Während ihrer Tennislaufbahn gewann sie zwei Doppeltitel auf der WTA Tour.

## Turniersiege

### Doppel
| Nr. | Datum      | Turnier | Kategorie      | Belag     | Partnerin       | Finalgegnerinnen                | Ergebnis      |
| --- | ---------- | ------- | -------------- | --------- | --------------- | ------------------------------- | ------------- |
| 1.  | Juni 1986  | Newport | WTA World Tour | Rasen     | Terry Holladay  | Cammy MacGregor Gretchen Magers | 6:1, 6:7, 6:3 |
| 2.  | April 1989 | Taipeh  | WTA Tier V     | Hartplatz | Maria Lindstrom | Cecilia Dahlman Nana Miyagi     | 4:6, 7:5, 6:3 |